# Avenida Callao

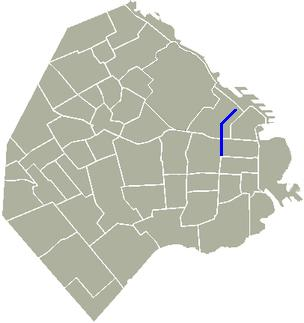
Lage der Avenida Callao in Buenos Aires

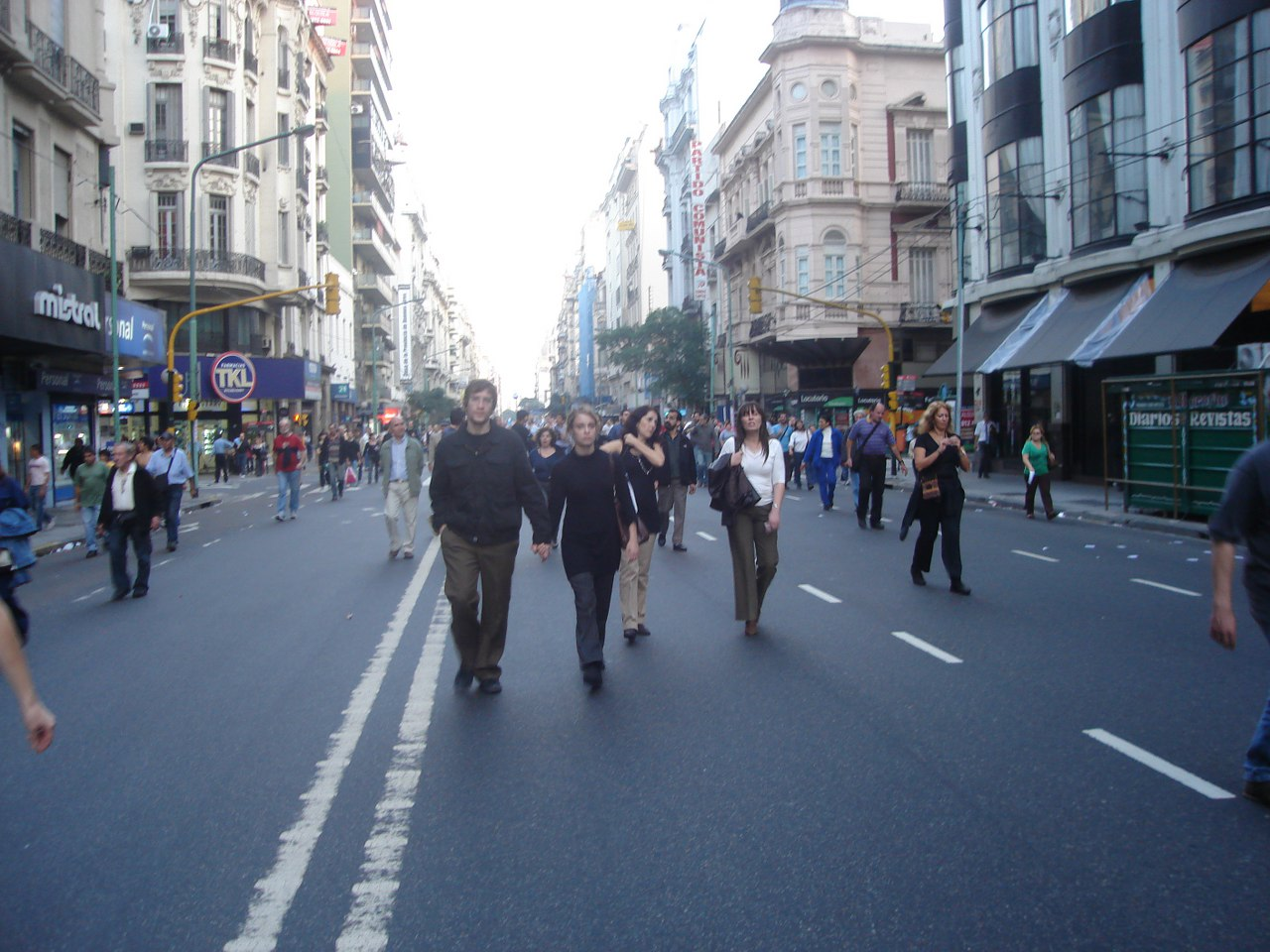
Demonstranten auf dem Weg nach Hause auf der Av. Callao

Die Avenida Callao ist eine der Hauptdurchgangsstraßen in der argentinischen Hauptstadt Buenos Aires. Sie führt durch die Stadtteile Balvanera, San Nicolás und Recoleta.

## Überblick
Torcuato de Alvear trat 1880 sein Bürgermeisteramt an mit dem Plan einer Stadtumgestaltung nach dem Muster von Baron Haussmann für Paris. Das enge Straßengeflecht von Buenos Aires sollte durch die Anlage von Boulevards in West-Ost-Richtung (ungefähr alle sechs Blöcke, das entspricht knapp 700 Metern) und in Nord-Süd-Richtung (alle zehn Blöcke) aufgelockert werden. Teil dieses Plans war auch die Avenida Callao, benannt nach Callao in Peru, die in den 1880ern verbreitert wurde.
Seit 1967 ist sie eine Einbahnstraße und verläuft in nördlicher Richtung von der Avenida Rivadavia vorbei an der Plaza Congreso, dem Kongresspalast und der Confitería del Molino. Drei Blöcke weiter passiert sie das Hotel Bauen, ein Hochhaus im modernen Stil, das bekannt wurde durch die Schließung 2001 und eine anschließende Übernahme und Wiedereröffnung durch die Mitarbeiter, die es bis heute erfolgreich führen. Nach zwei weiteren Blöcken ist die Kirche „Iglesia del Salvador“ zu sehen. Sie wurde von dem argentinischen Architekten Pedro Luzetti zwischen 1872 und 1887 gebaut.
An der Kreuzung mit der Avenida Córdoba findet man die Buchhandlung Clásica y Moderna, die 1938 eröffnet wurde und als erste in Buenos Aires auch ein Café beherbergte. Hundert Meter weiter führt die Avenida an der Plaza Rodríguez Peña und dem Palacio Pizzurno vorbei. An der Ecke Calle Pacheco de Melo ist ein Apartmentgebäude im Art-déco-Stil zu sehen.
Die Avenida Callao endet an der Avenida del Libertador, einer der wichtigsten Hauptstraßen der Stadt. Hier lag von 1960 bis 1990 der Vergnügungspark Italpark, heute befindet sich hier der Parque Thays.
Die gut zwei Kilometer lange Straße ist nicht nur eine Verkehrsarterie für Pendler, sondern auch interessant wegen ihrer Architektur im Belle-Époque-Stil, allerdings ging davon seit den 1950ern viel verloren. Die Stadtverwaltung erwägt nun Denkmalschutzmaßnahmen für 85 Gebäude entlang der Avenida Callao.
Die Avenida Callao wird in dem Tango „Balada para un loco“ von Astor Piazzolla und Horacio Ferrer erwähnt. In dem Lied heißt es: „Ya sé que estoy piantao, piantao, piantao, ¿no ves que va la luna rodando por Callao, y un coro de astronautas y niños con un vals, me baila alrededor? …“.